# Bertrana vella
Bertrana vella là một loài nhện trong họ Araneidae.
Loài này thuộc chi Bertrana. Bertrana vella được Herbert Walter Levi miêu tả năm 1989.